# Lijst van parochies van het vicariaat Vlaams-Brabant en Mechelen
Het vicariaat Vlaams-Brabant en Mechelen is het deel van het aartsbisdom Mechelen-Brussel dat in Vlaanderen gelegen is. Het vicariaat omvat de provincie Vlaams-Brabant en het kanton Mechelen van de provincie Antwerpen. Sinds 18 mei 2018 staat Mgr. Koen Vanhoutte, hulpbisschop van het aartsbisdom Mechelen-Brussel, aan het hoofd van het vicariaat. Tot 2019 waren de 402 parochies gegroepeerd in 62 federaties, en vormden een aantal federaties samen een van de 15 dekenaten.  Door personeelsgebrek kunnen de 15 dekenaten evenwel niet meer ingevuld worden, dus is het vicariaat sinds 2019 opgedeeld in vier pastorale regio's waarbinnen pastorale zones zijn samengesteld als het geheel van meerdere oude parochies.
In het vicariaat Vlaams-Brabant en Mechelen onderscheidt men de:
1. Pastorale regio Mechelen
2. Pastorale regio Leuven
3. Pastorale regio Tienen
4. Pastorale regio Halle

De onderstaande lijst geeft een overzicht van de parochies. Per parochie wordt de naam gegeven (dit is ook de naam van de patroonheilige); het dorp, gehucht of wijk dat met de parochie overeenkomt; de administratieve gemeente waarin de parochie (grotendeels) ligt; en de kerk. De onderstaande opdeling is nog grotendeels gebaseerd op de historische groepering van de parochies in federaties en dekenaten.

## Pastorale regio Mechelen

### Dekenaat Klein-Brabant
Het dekenaat Klein-Brabant (sinds 2019 opgegaan in de pastorale regio Mechelen) telt in totaal 23 parochies die gegroepeerd zijn in 3 federaties. Het dekenaat omvat de gemeenten Bornem, Puurs, Sint-Amands en Willebroek.
| Parochie                        | Stad/dorp/wijk | Gemeente          | Kerk                                              |
| Federatie Bornem                |                |                   |                                                   |
| Onze-Lieve-Vrouw aan de Schelde | Bornem         | Bornem            | Parochiekerk Onze-Lieve-Vrouw en Sint-Leodegarius |
| Sint-Amandus                    | Sint-Amands    | Puurs-Sint-Amands | Sint-Amanduskerk                                  |
| Federatie Puurs                 |                |                   |                                                   |
| Sint-Pieter                     | Puurs          | Puurs-Sint-Amands | Sint-Pieterskerk                                  |
| Federatie Willebroek            |                |                   |                                                   |
| Sint-Amandus                    | Blaasveld      | Willebroek        | Sint-Amanduskerk                                  |
| Sint-Jan de Doper               | Tisselt        | Willebroek        | Sint-Jan-Baptistkerk                              |
| Sint-Jan-Baptist en Amandus     | Heindonk       | Willebroek        | Sint-Jan-Baptist en Amanduskerk                   |
| Sint-Niklaas                    | Willebroek     | Willebroek        | Sint-Niklaaskerk                                  |

### Dekenaat Londerzeel
Het dekenaat Londerzeel (sinds 2019 opgegaan in de pastorale regio Mechelen) telt in totaal 29 parochies die gegroepeerd zijn in 7 federaties. Het dekenaat omvat de gemeenten Kapelle-op-den-Bos, Londerzeel, Meise, Merchtem Opwijk, Wemmel en de deelgemeenten Mollem en Relegem van Asse.
| Parochie                     | Stad/dorp/wijk | Gemeente | Kerk |
| Federatie Kapelle-op-den-Bos |                |          |      |
| Federatie Londerzeel         |                |          |      |
| Federatie Meise              |                |          |      |
| Federatie Merchtem           |                |          |      |
| Federatie Opwijk             |                |          |      |
| Federatie Wemmel             |                |          |      |
| Federatie Wolvertem          |                |          |      |

### Dekenaat Mechelen
Het dekenaat Mechelen (sinds 2019 opgegaan in de pastorale regio Mechelen) telt in totaal 37 parochies die gegroepeerd zijn in 5 federaties. Het dekenaat omvat de gemeenten Bonheiden, Duffel, Mechelen, Sint-Katelijne-Waver, Zemst.
| Parochie                           | Stad/dorp/wijk | Gemeente | Kerk                                 |
| Federatie Bonheiden                |                |          |                                      |
| Federatie Duffel                   |                |          |                                      |
| Sint-Martinus                      | Duffel         | Duffel   | Sint-Martinuskerk                    |
| Onze-Lieve-Vrouw Van Goede Wil     | Duffel         | Duffel   | Onze-Lieve-Vrouw van Goede Wilkerk   |
| Sint-Franciscus van Sales          | Duffel         | Duffel   | Sint-Franciscus van Saleskerk        |
| Federatie Katelijne-Waver          |                |          |                                      |
| Federatie Mechelen                 |                |          |                                      |
| Federatie Zemst                    |                |          |                                      |
| Sint-Pieter                        | Zemst          | Zemst    | Sint-Pieterskerk                     |
| Sint-Hubertus                      | Elewijt        | Zemst    | Sint-Hubertuskerk                    |
| Sint-Clemens                       | Eppegem        | Zemst    | Sint-Clemenskerk                     |
| Onze-Lieve-Vrouw van Bijstand      | Hofstade       | Zemst    | Onze-Lieve-Vrouw van Bijstandkerk    |
| Sint-Martinus                      | Weerde         | Zemst    | Sint-Martinuskerk                    |
| Sint-Engelbertus en Sint Bernardus | Zemst-Laar     | Zemst    | Heilige Engelbertus en Bernarduskerk |

### Dekenaat Vilvoorde
Het dekenaat Vilvoorde (sinds 2019 opgegaan in de pastorale regio Mechelen) telt in totaal 26 parochies die gegroepeerd zijn in 4 federaties. Het dekenaat omvat de gemeenten Grimbergen, Machelen, Steenokkerzeel, Vilvoorde en drie van de vier deelgemeenten van Zaventem: Nossegem, Sint-Stevens-Woluwe en Zaventem.
| Parochie                            | Stad/dorp/wijk       | Gemeente       | Kerk                                   |
| Federatie Grimbergen                |                      |                |                                        |
| Onze-Lieve-Vrouw                    | Beigem               | Grimbergen     | Onze-Lieve-Vrouwekerk                  |
| Sint-Salvator                       | Borgt                | Grimbergen     | Sint-Salvastorkerk                     |
| Sint-Servaas                        | Grimbergen           | Grimbergen     | Sint-Servaasbasiliek                   |
| Sint-Rumoldus                       | Humbeek              | Grimbergen     | Sint-Rumolduskerk                      |
| Sint-Cornelius                      | Molenveld            | Grimbergen     | Sint-Corneliuskerk                     |
| Heilig Hart                         | Verbrande Brug       | Grimbergen     | Heilig Hartkerk                        |
| Federatie Strombeek                 |                      |                |                                        |
| Sint-Amandus                        | Strombeek-Bever      | Grimbergen     | Sint-Amandskerk                        |
| Sint-Aloysius van Gonzaga           | Koningslo            | Vilvoorde      | Sint-Aloysiuskerk                      |
| Sint-Jan Berchmans                  | Het Voor             | Vilvoorde      | Sint-Jan-Berchmanskerk                 |
| Federatie Vilvoorde - Machelen      |                      |                |                                        |
| Sint-Gertrudis                      | Machelen             | Machelen       | Sint-Gertrudiskerk                     |
| Sint-Martinus                       | Peutie               | Vilvoorde      | Sint-Martinuskerk                      |
| Sint-Antonius                       | Houtem               | Vilvoorde      | Sint-Antonius Abtkerk                  |
| Sint-Wivina                         | Vilvoorde            | Vilvoorde      | Sint-Wivinakerk                        |
| Heilig Hart                         | Vilvoorde-Kassei     | Vilvoorde      | Heilig Hartkerk                        |
| Onze-Lieve-Vrouw van Goede Hoop     | Vilvoorde            | Vilvoorde      | Onze-Lieve-Vrouw van Goede Hoop        |
| Sint-Jozef                          | Vilvoorde - Far West | Vilvoorde      | Sint-Jozefkerk                         |
| Federatie Zaventem - Steenokkerzeel |                      |                |                                        |
| Sint-Catharina                      | Diegem               | Machelen       | Sint-Catharina en Sint-Corneliuskerk   |
| O.-L.-Vrouw van Zeven Smarten       | Diegem-Lo            | Machelen       | Onze-Lieve-Vrouw van Zeven Smartenkerk |
| Sint-Catharina                      | Humelgem             | Steenokkerzeel | Sint-Catharinakerk                     |
| Sint-Martinus                       | Melsbroek            | Steenokkerzeel | Sint-Martinuskerk                      |
| Sint-Niklaas                        | Perk                 | Steenokkerzeel | Sint-Niklaaskerk                       |
| Sint-Rumoldus                       | Steenokkerzeel       | Steenokkerzeel | Sint-Rumolduskerk                      |
| Sint-Lambertus                      | Nossegem             | Zaventem       | Sint-Lambertuskerk                     |
| Sint-Stefanus                       | Sint-Stevens-Woluwe  | Zaventem       | Sint-Stefanuskerk                      |
| Sint-Jozef                          | Zaventem             | Zaventem       | Sint-Jozefskerk                        |
| Sint-Martinus                       | Zaventem             | Zaventem       | Sint-Martinuskerk                      |

## Pastorale regio Leuven

### Dekenaat Aarschot
Het dekenaat Aarschot (sinds 2019 opgegaan in de pastorale regio Leuven) telt in totaal 27 parochies die gegroepeerd zijn in 3 federaties. Het dekenaat omvat de Vlaams-Brabantse gemeenten Aarschot, Begijnendijk, Boortmeerbeek, Haacht, Keerbergen, Rotselaar, Tremelo.
| Parochie                                    | Stad/dorp/wijk | Gemeente      | Kerk                            |
| Federatie Aarschot                          |                |               |                                 |
| Onze-Lieve-Vrouw                            | Aarschot       | Aarschot      | Onze-Lieve-Vrouwekerk           |
| Christus Koning                             | Aarschot       | Aarschot      | Christus Koningkerk             |
| Sint-Cornelius                              | Gelrode        | Aarschot      | Sint-Corneliuskerk              |
| Onze-Lieve-Vrouw van Fatima                 | Gijmel         | Aarschot      | Onze-Lieve-Vrouw van Fatimakerk |
| Sint-Pieter                                 | Langdorp       | Aarschot      | Sint-Pieterskerk                |
| Heilig Hart van Jezus                       | Ourodenberg    | Aarschot      | Heilig Hart van Jezuskerk       |
| Sint-Niklaas                                | Rillaar        | Aarschot      | Sint-Niklaaskerk                |
| Sint-Antonius Abt                           | Wolfsdonk      | Aarschot      | Sint-Antonius Abtkerk           |
| Sint-Lucia                                  | Begijnendijk   | Begijnendijk  | Heilige Luciakerk               |
| Sint-Laurentius                             | Betekom        | Begijnendijk  | Sint-Laurentiuskerk             |
| Federatie Haacht                            |                |               |                                 |
| Sint-Antonius                               | Boortmeerbeek  | Boortmeerbeek | Sint-Antonius-Abtkerk           |
| Heilige Familie                             | Schiplaken     | Boortmeerbeek | Heilige Familiekerk             |
| Onze-Lieve-Vrouw                            | Hever          | Boortmeerbeek | Onze-Lieve-Vrouwkerk            |
| Sint-Adrianus                               | Haacht         | Haacht        |                                 |
| Sint-Remigius                               | Haacht         | Haacht        | Sint-Remigiuskerk               |
| Onze-Lieve-Vrouw van Gedurige Bijstand      | Haacht-Station | Haacht        |                                 |
| Sint-Jan Baptist                            | Tildonk        | Haacht        | Sint-Jan Baptistkerk            |
| Sint-Hubertus                               | Wakkerzeel     | Haacht        |                                 |
| Sint-Lucia                                  | Wespelaar      | Haacht        |                                 |
| Sint-Michiel                                | Keerbergen     | Keerbergen    |                                 |
| Federatie Rotselaar                         |                |               |                                 |
| Sint-Pieter                                 | Rotselaar      | Rotselaar     |                                 |
| Sint-Jan Baptist                            | Werchter       | Rotselaar     | Sint-Jan Baptistkerk            |
| Sint-Martinus                               | Wezemaal       | Rotselaar     | Sint-Martinuskerk               |
| Onze-Lieve-Vrouw van Altijddurende Bijstand | Heikant        | Rotselaar     |                                 |
| Onze-Lieve-Vrouw van Bijstand               | Tremelo        | Tremelo       |                                 |
| Sint-Anna                                   | Baal           | Tremelo       |                                 |
| Zalige Damiaan De Veuster                   | Ninde          | Tremelo       |                                 |

### Dekenaat Bierbeek
Het dekenaat Bierbeek (sinds 2019 opgegaan in de pastorale regio Leuven) telt in totaal 16 parochies die gegroepeerd zijn in 2 federaties. Het dekenaat omvat de gemeenten Bierbeek, Boutersem en Oud-Heverlee.
| Parochie                          | Stad/dorp/wijk   | Gemeente     | Kerk                               |
| Federatie Bierbeek - Oud-Heverlee |                  |              |                                    |
| Sint-Hilarius                     | Bierbeek         | Bierbeek     |                                    |
| Heilig Kruis                      | Korbeek-Lo       | Bierbeek     |                                    |
| Sint-Lambertus                    | Lovenjoel        | Bierbeek     |                                    |
| Sint-Antonius Abt                 | Opvelp           | Bierbeek     | Sint-Antonius Abtkerk              |
| Sint-Jan Evangelist               | Blanden          | Oud-Heverlee | Sint-Jan-Evangelistkerk            |
| Onze-Lieve-Vrouw                  | Haasrode         | Oud-Heverlee |                                    |
| Sint-Anna                         | Oud-Heverlee     | Oud-Heverlee | Sint-Annakerk                      |
| Sint-Maria Magdalena              | Vaalbeek         | Oud-Heverlee |                                    |
| Sint-Joris                        | Sint-Joris-Weert | Oud-Heverlee | Sint-Joriskerk                     |
|                                   |                  |              |                                    |
| Federatie Boutersem               |                  |              |                                    |
| Sint-Hilarius                     | Boutersem        | Boutersem    | Sint-Hilariuskerk                  |
| Sint-Michiel                      | Butsel           | Boutersem    | Sint-Michielskerk                  |
| Sint-Martinus                     | Kerkom           | Boutersem    | Sint-Martinuskerk                  |
| Sint-Remigius                     | Neervelp         | Boutersem    | Sint-Remigiuskerk                  |
| Sint-Anna                         | Roosbeek         | Boutersem    | Sint-Annakerk                      |
| Onze-Lieve-Vrouw-Hemelvaart       | Vertrijk         | Boutersem    | Onze-Lieve-Vrouw en Sint-Luciakerk |
| Sint-Pieters-Banden               | Willebringen     | Boutersem    | Sint-Pieters-Bandenkerk            |

### Dekenaat Herent
Het dekenaat Herent (sinds 2019 opgegaan in de pastorale regio Leuven) telt in totaal 15 parochies die gegroepeerd zijn in 3 pastorale zones. Het dekenaat omvat de gemeenten Herent, Kampenhout en Kortenberg.
| Parochie                  | Stad/dorp/wijk | Gemeente   | Kerk                  |
| Pastorale zone Herent     |                |            |                       |
| Heilig Hart               | Winksele-Delle | Herent     | Heilig Hartkerk       |
| Maria Hemelvaart          | Winksele       | Herent     | Maria Hemelvaartkerk  |
| Onze-Lieve-Vrouw          | Herent         | Herent     | Onze-Lieve-Vrouwkerk  |
| Sint-Antonius             | Buken          | Kampenhout | Sint-Antoniuskerk     |
| Sint-Laurentius           | Veltem         | Herent     | Sint-Laurentiuskerk   |
| Sint-Michiel              | Beisem         | Herent     | Sint-Michielkerk      |
| Pastorale zone Kampenhout |                |            |                       |
| Onze-Lieve-Vrouw          | Kampenhout     | Kampenhout | Onze-Lieve-Vrouwkerk  |
| Sint-Jozef                | Relst          | Kampenhout | Sint-Jozefkerk        |
| Sint-Servatius            | Berg           | Kampenhout | Sint-Servatiuskerk    |
| Sint-Stefaan              | Nederokkerzeel | Kampenhout | Sint-Stephanuskerk    |
| Pastorale zone Kortenberg |                |            |                       |
| Onze Lieve Vrouw          | Kortenberg     | Kortenberg | Onze-Lieve-Vrouwekerk |
| Sint-Amandus              | Erps           | Kortenberg | Sint-Amanduskerk      |
| Sint-Antonius             | Meerbeek       | Kortenberg | Sint-Antoniuskerk     |
| Sint-Martinus en Lodewijk | Everberg       | Kortenberg | Sint-Martinuskerk     |
| Sint-Pieter               | Kwerps         | Kortenberg | Sint-Pieterskerk      |

### Dekenaat Leuven
Het dekenaat Leuven (sinds 2019 opgegaan in de pastorale regio Leuven) telt in totaal 35 geloofsgemeenschappen die gegroepeerd zijn in 5 pastorale zones. Het dekenaat omvat de gemeenten Leuven, Bertem, Holsbeek en de deelgemeente Linden van de gemeente Lubbeek.
| Parochie                                   | Stad/dorp/wijk      | Gemeente | Kerk                               |
| Pastorale zone Leuven                      |                     |          |                                    |
| Sint-Pieter                                | Leuven              | Leuven   | Sint-Pieterskerk                   |
| Sint-Michiel                               | Leuven              | Leuven   | Sint-Michielskerk                  |
| Sint-Kwinten                               | Leuven              | Leuven   | Sint-Kwintenskerk                  |
| Sint-Jozef                                 | Leuven              | Leuven   | Sint-Jozefskerk                    |
| Sint-Jan de Doper (Universitaire Parochie) | Leuven              | Leuven   | Sint-Jan-de-Doperkerk              |
| Sint-Jacob                                 | Leuven              | Leuven   | Sint-Jacobskerk                    |
| Sint-Geertrui                              | Leuven              | Leuven   | Sint-Geertruikerk                  |
| Picpussen                                  | Leuven              | Leuven   | Sint-Antoniuskapel                 |
| Leo XIII-seminarie                         | Leuven              | Leuven   | Kapel Leo XIII                     |
| Dominicanen                                | Leuven              | Leuven   | Predikherenkerk                    |
| Benedictijnen                              | Leuven              | Leuven   | Abdij van Keizersberg              |
| Sint-Hadrianus                             | Wijgmaal            | Leuven   | Sint-Hadrianuskerk                 |
| Sint-Agatha                                | Wilsele-Putkapel    | Leuven   | Sint-Agathakerk                    |
| Sint-Martinus                              | Wilsele-Dorp        | Leuven   | Sint-Martinuskerk                  |
| Sint-Carolus                               | Holsbeek-Attenhoven | Holsbeek | Sint-Caroluskerk                   |
| Pastorale zone Heverlee                    |                     |          |                                    |
| Sint-Lambertus                             | Heverlee            | Leuven   | Sint-Jozef en Lambertuskerk        |
| Onze Lieve Vrouw van Troost                | Heverlee            | Leuven   | Onze-Lieve-Vrouw-van-Troostkerk    |
| Onbevlekte Hart van Maria                  | Heverlee-Terbank    | Leuven   | Onbevlekte Hart van Mariakerk      |
| Sint-Jan-de-Evangelist                     | Heverlee-Park       | Leuven   | Sint-Jan-de-Evangelistkerk         |
| Sint-Michiel en Sint-Renilde               | Heverlee-Egenhoven  | Leuven   | Kerk Sint-Michiel en Sint-Renilde  |
| Dominicanen                                | Heverlee            | Leuven   | Filosofenfontein                   |
| Jezuïeten                                  | Heverlee            | Leuven   | Jezuïetenkerk                      |
| Pastorale zone Kessel-Lo                   |                     |          |                                    |
| Heilig Hart                                | Kessel-Lo-Blauwput  | Leuven   | Heilig Hartkerk                    |
| Sint Antonius van Padua                    | Heverlee            | Leuven   | Sint-Antoniuskerk                  |
| Sint Franciscus                            | Heverlee            | Leuven   | Sint-Franciscuskerk                |
| Heilige Joannes Bosco                      | Kessel-Lo           | Leuven   | Heilige Joannes Boscokerk          |
| Heilige Familie                            | Kessel-Lo-Boven-Lo  | Leuven   | Heilige Familiekerk                |
| Sint-Kwinten                               | Linden              | Lubbeek  | Sint-Kwintenskerk                  |
| Vlierbeek                                  | Kessel-Lo           | Leuven   | Onze-Lieve-Vrouw van Vlierbeekkerk |
| Zusters Clarissen                          | Kessel-Lo           | Leuven   | Clarissenklooster Predikherenberg  |
| Pastorale zone Holsbeek                    |                     |          |                                    |
| Sint-Lambertus                             | Nieuwrode           | Holsbeek | Sint-Lambertuskerk                 |
| Sint-Maurus                                | Holsbeek            | Holsbeek | Sint-Mauruskerk                    |
| Pastorale zone Bertem                      |                     |          |                                    |
| Sint-Pieter (Sint-Petrus' Banden)          | Bertem              | Bertem   | Sint-Pieters-Bandenkerk            |
| Sint-Bartholomeus                          | Korbeek-Dijle       | Bertem   | Sint-Bartholomeuskerk              |
| Sint-Lambertus                             | Leefdaal            | Bertem   | Sint-Lambertuskerk                 |

### Dekenaat Overijse
Het dekenaat Overijse (sinds 2019 opgegaan in de pastorale regio Leuven) telt in totaal 22 parochies die gegroepeerd zijn in 5 federaties. Het dekenaat omvat de gemeenten Hoeilaart, Huldenberg, Kraainem, Overijse, Tervuren, Wezembeek-Oppem en de deelgemeente Sterrebeek van de gemeente Zaventem.
| Parochie             | Stad/dorp/wijk | Gemeente | Kerk                |
| Federatie Hoeilaart  |                |          |                     |
| Federatie Huldenberg |                |          |                     |
| Federatie Overijse   |                |          |                     |
| Federatie Sterrebeek |                |          |                     |
| Sint-Pancratius      | Sterrebeek     | Zaventem | Sint-Pancratiuskerk |
| Federatie Tervuren   |                |          |                     |

## Pastorale regio Tienen

### Dekenaat Diest
Het dekenaat Diest (sinds 2019 opgegaan in de pastorale regio Tienen) telt in totaal 32 parochies die gegroepeerd zijn in 5 federaties. Het dekenaat omvat de gemeenten Bekkevoort, Diest, Scherpenheuvel-Zichem, Tielt-Winge en de deelgemeenten Kortenaken en Waanrode samen met de parochie Miskom die allen tot de gemeente Kortenaken behoren.
| Parochie                               | Stad/dorp/wijk   | Gemeente              | Kerk                             |
| Federatie Averbode                     |                  |                       |                                  |
| Sint-Jan Baptist                       | Averbode         | Scherpenheuvel-Zichem | Sint-Jan Baptistkerk             |
| Sint-Jozef                             | Keiberg          | Scherpenheuvel-Zichem | Sint-Jozefkerk                   |
| Sint-Michiel                           | Messelbroek      | Scherpenheuvel-Zichem | Sint-Michielkerk                 |
| Heilig Hart en Sint-Antonius van Padua | Okselaar         | Scherpenheuvel-Zichem | Heilig Hart en Sint-Antoniuskerk |
| Sint-Pieter                            | Testelt          | Scherpenheuvel-Zichem | Sint-Pieterskerk                 |
| Sint-Eustachius                        | Zichem           | Scherpenheuvel-Zichem | Sint-Eustachiuskerk              |
| Federatie Bekkevoort                   |                  |                       |                                  |
| Onze-Lieve-Vrouw                       | Assent           | Bekkevoort            | Onze-Lieve-Vrouwkerk             |
| Sint-Pieter                            | Bekkevoort       | Bekkevoort            | Sint-Pieterskerk                 |
| Sint-Amor                              | Kortenaken       | Kortenaken            | Sint-Amorkerk                    |
| Sint-Germanus                          | Miskom           | Kortenaken            | Sint-Germanuskerk                |
| Sint-Laurentius                        | Molenbeek        | Bekkevoort            | Sint-Laurentiuskerk              |
| Sint-Bartholomeus                      | Waanrode         | Kortenaken            | Sint-Bartholomeuskerk            |
| Sint-Quirinus                          | Wersbeek         | Bekkevoort            | Sint-Quirinuskerk                |
| Federatie Diest                        |                  |                       |                                  |
| Sint-Engelbertus                       | Deurne           | Diest                 | Sint-Engelbertuskerk             |
| Onze-Lieve-Vrouw                       | Diest            | Diest                 | Onze-Lieve-Vrouwkerk             |
| Sint-Jan Berchmans                     | Diest            | Diest                 | Sint-Jan Berchmanskerk           |
| Sint-Sulpitius en Sint-Dionysius       | Diest            | Diest                 | Sint-Sulpitius en Dionysiuskerk  |
| Sint-Catharina                         | Diest            | Diest                 | Sint-Catharinakerk               |
| Heilig Kind Jezus                      | Kaggevinne       | Diest                 | Heilig Kind Jezuskerk            |
| Sint-Jozef                             | Molenstede       | Diest                 | Sint-Jozefkerk                   |
| Sint-Martha                            | Molenstede       | Diest                 | Sint-Marthakerk                  |
| Sint-Hubertus                          | Schaffen         | Diest                 | Sint-Hubertuskerk                |
| Heilige Familie                        | Vleugt           | Diest                 | Heilige Familiekerk              |
| Sint-Trudo                             | Webbekom         | Diest                 | Sint-Trudokerk                   |
| Federatie Scherpenheuvel               |                  |                       |                                  |
| Onze-Lieve-Vrouw                       | Scherpenheuvel   | Scherpenheuvel-Zichem | Onze-Lieve-Vrouwbasiliek         |
| Sint-Jozef en Antonius van Padua       | Schoonderbuken   | Scherpenheuvel-Zichem | Sint-Jozef en Antoniuskerk       |
| Federatie Tielt-Winge                  |                  |                       |                                  |
| Sint-Denijs                            | Houwaart         | Tielt-Winge           | Sint-Denijskerk                  |
| Sint-Pieter                            | Kiezegem         | Tielt-Winge           | Sint-Pieterskerk                 |
| Sint-Mattheus                          | Meensel          | Tielt-Winge           | Sint-Mattheuskerk                |
| Sint-Joris                             | Sint-Joris-Winge | Tielt-Winge           | Sint-Joriskerk                   |
| Onze-Lieve-Vrouw                       | Tielt            | Tielt-Winge           | Onze-Lieve-Vrouwkerk             |
| Sint-Martinus                          | Tielt            | Tielt-Winge           | Sint-Martinuskerk                |

### Dekenaat Tienen
Het dekenaat Tienen (sinds 2019 opgegaan in de pastorale regio Tienen) telt in totaal 28 parochies die gegroepeerd zijn in 2 federaties. Het dekenaat omvat de gemeenten Glabbeek, Hoegaarden, Lubbeek, Tienen en de parochie Kersbeek van de gemeente Kortenaken.
| Parochie                      | Stad/dorp/wijk           | Gemeente   | Kerk                          |
| Federatie Lubbeek - Glabbeek  |                          |            |                               |
| Sint-Andries                  | Attenrode                | Glabbeek   | Sint-Andrieskerk              |
| Sint-Quirinus                 | Bunsbeek                 | Glabbeek   | Sint-Quirinuskerk             |
| Sint-Niklaas                  | Glabbeek                 | Glabbeek   | Sint-Niklaaskerk              |
| Onze-Lieve-Vrouw Geboorte     | Kapellen                 | Glabbeek   | Onze-Lieve-Vrouw Geboortekerk |
| Sint-Servatius                | Kersbeek                 | Kortenaken | Sint-Servatiuskerk            |
| Sint-Antonius                 | Wever                    | Glabbeek   | Sint-Antoniuskerk             |
| Sint-Catharina                | Zuurbemde                | Glabbeek   | Sint-Catharinakerk            |
| Federatie Tienen - Hoegaarden |                          |            |                               |
| Sint-Odulphus                 | Bost                     | Tienen     | Sint-Odulphuskerk             |
| Sint-Laurentius               | Goetsenhoven             | Tienen     | Sint-Laurentiuskerk           |
| Sint-Petrus en Paulus         | Grimde                   | Tienen     | Sint-Pieter en Pauluskerk     |
| Sint-Lambertus                | Groot-Overlaar (Oorbeek) | Tienen     | Sint-Lambertuskerk            |
| Goddelijke Zaligmaker         | Hakendover               | Tienen     | Kerk Goddelijke Zaligmaker    |
| Sint-Gillis                   | Kumtich                  | Tienen     | Sint-Gilliskerk               |
| Sint-Joris                    | Oorbeek                  | Tienen     | Sint-Joriskerk                |
| Sint-Genoveva                 | Oplinter                 | Tienen     | Sint-Genovevakerk             |
| Sint-Margaretha               | Sint-Margriete-Houtem    | Tienen     | Sint-Margarethakerk           |
| Heilig Hart                   | Tienen                   | Tienen     | Heilig Hartkerk               |
| Onze-Lieve-Vrouw Ten Poel     | Tienen                   | Tienen     | Onze-Lieve-Vrouw-ten-Poelkerk |
| Sint-Germanus                 | Tienen                   | Tienen     | Sint-Germanuskerk             |
| Sint-Martinus                 | Vissenaken               | Tienen     | Sint-Maartenskerk             |
| Sint-Pieters-Banden           | Vissenaken               | Tienen     | Sint-Pieterskerk              |

### Dekenaat Zoutleeuw
Het dekenaat Zoutleeuw (sinds 2019 opgegaan in de pastorale regio Tienen) telt in totaal 34 parochies die gegroepeerd zijn in 3 federaties. Het dekenaat omvat de gemeenten Geetbets, Landen, Linter, Zoutleeuw en de deelgemeenten Hoeleden en Ransberg van Kortenaken.
| Parochie                                   | Stad/dorp/wijk | Gemeente   | Kerk                                     |
| Federatie Landen                           |                |            |                                          |
| Sint-Pietersbanden                         | Attenhoven     | Landen     | Sint-Pietersbandenkerk                   |
| Sint-Martinus                              | Eliksem        | Landen     | Sint-Martinuskerk                        |
| Sint-Aldegondis                            | Ezemaal        | Landen     | Sint-Aldegondiskerk                      |
| Sint-Trudo                                 | Laar           | Landen     | Sint-Trudokerk                           |
| Sint-Gertrudis                             | Landen         | Landen     | Sint-Gertrudiskerk                       |
| Sint-Norbertus                             | Landen         | Landen     | Sint-Norbertuskerk                       |
| Sint-Maurits                               | Neerhespen     | Linter     | Sint-Mauritiuskerk                       |
| Heilige Maria Magdalena                    | Neerlanden     | Landen     | Maria Magdalenakerk                      |
| Heilig Kruis                               | Neerwinden     | Landen     | Heilig Kruiskerk                         |
| Sint-Sulpitius                             | Overhespen     | Linter     | Sint-Sulpitiuskerk                       |
| Sint-Wivina                                | Overwinden     | Landen     | Sint-Wivinakerk                          |
| Sint-Pancratius                            | Waasmont       | Landen     | Sint-Pancratiuskerk                      |
| Sint-Jan de Doper                          | Walsbets       | Landen     | Sint-Jan de Doperkerk                    |
| Sint-Lambertus                             | Walshoutem     | Landen     | Sint-Lambertuskerk                       |
| Kristus Koning                             | Wange          | Landen     | Kristus Koningkerk                       |
| Sint-Amandus                               | Wezeren        | Landen     | Sint-Amanduskerk                         |
| Federatie Neerlinter                       |                |            |                                          |
| Onze-Lieve-Vrouw van het Heilig Hart       | Drieslinter    | Linter     | Onze-Lieve-Vrouw van het Heilig Hartkerk |
| Sint-Amandus                               | Hoeleden       | Kortenaken | Sint-Amanduskerk                         |
| Sint-Foillanus                             | Neerlinter     | Linter     | Sint-Follianuskerk                       |
| Onze-Lieve-Vrouw van de Heilige Rozenkrans | Ransberg       | Kortenaken | Onze-Lieve-Vrouw van de Rozenkranskerk   |
| Onze-Lieve-Vrouw Hulp der Christenen       | Stok           | Kortenaken | Onze-Lieve-Vrouw Hulp der Christenenkerk |
| Federatie Zoutleeuw-Geetbets               |                |            |                                          |
| Sint-Odulphus                              | Booienhoven    | Zoutleeuw  | Sint-Odulphuskerk                        |
| Sint-Cyriacus                              | Budingen       | Zoutleeuw  | Sint-Cyriacuskerk                        |
| Sint-Martinus                              | Dormaal        | Zoutleeuw  | Sint-Martinuskerk                        |
| Sint-Paulus                                | Geetbets       | Geetbets   | Sint-Pieter en Pauluskerk                |
| Onze-Lieve-Vrouw                           | Grazen         | Geetbets   | Onze-Lieve-Vrouwkerk                     |
| Sint-Bartholomeus                          | Halle          | Zoutleeuw  | Sint-Bartholomeuskerk                    |
| Sint-Laurentius                            | Helen-Bos      | Zoutleeuw  | Sint-Laurentiuskerk                      |
| Onze-Lieve-Vrouw van Vrede                 | Hogen          | Geetbets   | Onze-Lieve-Vrouw van Vredekerk           |
| Sint-Pancratius                            | Melkwezer      | Linter     | Sint-Pancratiuskerk                      |
| Sint-Pieter                                | Orsmaal        | Linter     | Sint-Pieterskerk                         |
| Sint-Ambrosius                             | Rummen         | Geetbets   | Sint-Ambrosiuskerk                       |
| Sint-Kwinten                               | Wommersom      | Linter     | Sint-Kwintenskerk                        |
| Sint-Leonardus                             | Zoutleeuw      | Zoutleeuw  | Sint-Leonarduskerk                       |

## Pastorale regio Halle

### Dekenaat Asse
Het dekenaat Asse (sinds 2019 opgegaan in de pastorale regio Halle) telt in totaal 33 parochies die gegroepeerd zijn in 7 federaties. Het dekenaat omvat de gemeenten Affligem, Dilbeek, Liedekerke, Roosdaal, Ternat en de deelgemeenten Asse, Bekkerzeel, Kobbegem en Zellik van de gemeente Asse.
| Parochie                             | Stad/dorp/wijk           | Gemeente   | Kerk                    |
| Federatie Asse                       |                          |            |                         |
| Sint-Martinus                        | Asse                     | Asse       | Sint-Martinuskerk       |
| Heilige Familie                      | Asbeek                   | Asse       |                         |
| Sint-Gaugericus                      | Kobbegem                 | Asse       |                         |
| Onze-Lieve-Vrouw van het Heilig Hart | Walfergem                | Asse       |                         |
| Federatie Dilbeek-Schepdaal          |                          |            |                         |
| Sint-Ambrosius                       | Dilbeek                  | Dilbeek    |                         |
| Sint-Theresia van het Kind Jezus     | Dilbeek                  | Dilbeek    |                         |
| Sint-Pieter                          | Itterbeek                | Dilbeek    |                         |
| Sint-Gertrudis                       | Pede                     | Dilbeek    |                         |
| Sint-Rumoldus                        | Schepdaal                | Dilbeek    |                         |
| Sint-Martinus                        | Sint-Martens-Bodegem     | Dilbeek    |                         |
| Federatie Essene                     |                          |            |                         |
| Onze-Lieve-Vrouw Bezoeking           | Essene                   | Affligem   |                         |
| Sint-Hubertus                        | Asse-Ter-Heide           | Asse       |                         |
| Onbevlekt Hart van Maria             | Krokegem                 | Asse       |                         |
| Federatie Liedekerke                 |                          |            |                         |
| Sint-Michiel                         | Hekelgem                 | Affligem   | Sint-Michielskerk       |
| Sint-Jan Evangelist                  | Teralfene                | Affligem   | Sint-Jan Evangelistkerk |
| Onze-Lieve-Vrouw Boodschap           | Liedekerke               | Liedekerke |                         |
| Sint-Niklaas                         | Liedekerke               | Liedekerke | Sint-Niklaaskerk        |
| Federatie Roosdaal                   |                          |            |                         |
| Sint-Amandus                         | Borchtlombeek            | Roosdaal   |                         |
| Onbevlekt Hart van Maria             | Kattem                   | Roosdaal   |                         |
| Sint-Apollonia                       | Ledeberg                 | Roosdaal   |                         |
| Onze-Lieve-Vrouw                     | Onze-Lieve-Vrouw-Lombeek | Roosdaal   |                         |
| Sint-Gaugericus                      | Pamel                    | Roosdaal   |                         |
| Sint-Martinus                        | Strijtem                 | Roosdaal   |                         |
| Federatie Ternat                     |                          |            |                         |
| Sint-Catharina                       | Sint-Katherina-Lombeek   | Ternat     |                         |
| Sint-Jozef                           | Sint-Katherina-Lombeek   | Ternat     |                         |
| Sint-Gertrudis                       | Ternat                   | Ternat     |                         |
| Sint-Remigius                        | Wambeek                  | Ternat     |                         |
| Federatie Zellik                     |                          |            |                         |
| Sint-Godardus                        | Bekkerzeel               | Asse       |                         |
| Heilige Familie                      | Groot-Bijgaarden         | Dilbeek    |                         |
| Sint-Egidius                         | Groot-Bijgaarden         | Dilbeek    |                         |
| Sint-Bavo                            | Zellik                   | Asse       |                         |
| Sint-Dominicus-Savio                 | Groot-Bijgaarden         | Dilbeek    |                         |
| Sint-Ulrik                           | Sint-Ulriks-Kapelle      | Dilbeek    |                         |

### Dekenaat Halle
Het dekenaat Halle (sinds 2019 opgegaan in de pastorale regio Halle) telt in totaal 25 parochies die gegroepeerd zijn in 3 federaties. Het dekenaat omvat de gemeenten Beersel, Drogenbos, Halle, Linkebeek, Sint-Genesius-Rode en Sint-Pieters-Leeuw.
| Parochie                                  | Stad/dorp/wijk        | Gemeente           | Kerk              |
| Federatie Alsemberg                       |                       |                    |                   |
| Onze-Lieve-Vrouw                          | Alsemberg             | Beersel            |                   |
| Sint-Elisabeth van Hongarije              | Ten Broek             | Beersel            |                   |
| Sint-Gorik                                | Dworp                 | Beersel            |                   |
| Sint-Jan Baptist                          | Huizingen             | Beersel            |                   |
| Sint-Lambertus                            | Beersel               | Beersel            |                   |
| Sint-Niklaas                              | Drogenbos             | Drogenbos          |                   |
| Sint-Sebastiaan                           | Linkebeek             | Linkebeek          |                   |
| Onze-Lieve-Vrouw Oorzaak onzer Blijdschap | Middenhut             | Sint-Genesius-Rode |                   |
| Sint-Barbara                              | De Hoek               | Sint-Genesius-Rode |                   |
| Sint-Genesius                             | Sint-Genesius-Rode    | Sint-Genesius-Rode |                   |
| Federatie Halle                           |                       |                    |                   |
| Sint-Jozef                                | Lot                   | Beersel            |                   |
| Emmaüs                                    | Halle                 | Halle              |                   |
| Heilig Hart                               | Breedhout             | Halle              |                   |
| Heilige Johannes Bosco                    | Buizingen             | Halle              |                   |
| Sint-Jozef en Franciscus                  | Essenbeek             | Halle              |                   |
| Sint-Martinus                             | Halle                 | Halle              | Sint-Martinuskerk |
| Sint-Rochus                               | Sint-Rochus           | Halle              |                   |
| Sint-Veronus                              | Lembeek               | Halle              | Sint-Veronuskerk  |
| Federatie Sint-Pieters-Leeuw              |                       |                    |                   |
| Jan Ruusbroec en Onze-Lieve-Vrouw         | Ruisbroek             | Sint-Pieters-Leeuw |                   |
| Onze-Lieve-Vrouw ten Hemel Opgenomen      | Vlezenbeek            | Sint-Pieters-Leeuw |                   |
| Sint-Laurentius                           | Sint-Laureins-Berchem | Sint-Pieters-Leeuw |                   |
| Sint-Lutgardis                            | Zuun                  | Sint-Pieters-Leeuw |                   |
| Sint-Pieter                               | Sint-Pieters-Leeuw    | Sint-Pieters-Leeuw | Sint-Pieterskerk  |
| Sint-Pieter in Banden                     | Oudenaken             | Sint-Pieters-Leeuw |                   |
| Sint-Stefaan                              | Negenmanneke          | Sint-Pieters-Leeuw |                   |

### Dekenaat Lennik
Het dekenaat Lennik (sinds 2019 opgegaan in de pastorale regio Halle) telt in totaal 25 parochies die gegroepeerd zijn in 3 federaties. Het dekenaat omvat de gemeenten Bever, Galmaarden, Gooik, Herne, Lennik, Pepingen.
| Parochie         | Stad/dorp/wijk | Gemeente | Kerk |
| Federatie Gooik  |                |          |      |
| Federatie Herne  |                |          |      |
| Federatie Lennik |                |          |      |